# Верхний Ларс (МАПП)
Ве́рхний Ла́рс — многосторонний автомобильный пункт пропуска через российско-грузинскую границу на территории Республики Северная Осетия — Алания. Расположен на Военно-Грузинской дороге.
В нескольких километрах южнее, за линией российско-грузинской государственной границы расположен грузинский контрольно-пропускной пункт — «Дарья́ли».
39 полос для движения транспорта (до 1200 грузовых автомобилей в сутки).

## Инфраструктура
- Автомобильный пункт пропуска после закрытия в 2006 году[2] снова открылся 1 марта 2010 года[3]. Режим работы: круглосуточно[4]. Через пункт пропуска запрещается движение пешком[5]. Пересечение на велосипеде разрешено[6].
- На пункте нет мест бесплатных туалетов и сан. узлов (за исключением одного коммерческого и ПУ ФСБ, таможни, ГКУ Росграница и других силовых структур). В июле-августе 2018 года автомобильная очередь перед пунктом пропуска с российской стороны составляла несколько километров, со временем ожидания 10-16 часов. В то же время очередь с грузинской стороны практически отсутствовала и время ожидания составляло 30-60 минут. По мнению туристов очередь создана искусственно.[7]
- В 2018 году часть нейтральной территории между российским и грузинским КПП была расширена до 7 полос (раньше было 2), на обочинах проложены тротуары, установлены скамейки и биотуалеты. У российского КПП есть всё необходимое: пункты обмена валют, страхование, брокеры, кафе, платный туалет, гостиница и комната матери и ребёнка. На грузинском КПП есть бесплатные туалеты, 2 круглосуточных обмена валют и банковский терминал. Летом 2019 года запланировано начало реконструкции КПП «Верхний Ларс», так как его текущая пропускная способность в пик летнего сезона значительно превышается, из-за чего образуются многокилометровые пробки, в которых люди во второй половине июля — первой половине августа стоят порой более суток[источник не указан 1532 дня].
- В пограничной зоне в стационарных кирпичных зданиях работает кафе (стоимость десятикратно превышает обычную), платный туалет и душ, брокерские конторы и таможенные представители.

## Очередь выезжающих сентября 2022 года
В результате объявления мобилизации в России в период вторжения на Украину, на пропускном пункте Верхний Ларс образовалась многокилометровая очередь из беженцев со стороны России. На конец 27 сентября, в течение одной недели границу пересекли более 37 500 легковых автомобилей и более 115 000 людей. Людям также было отказано в проезде по спискам военкомата.
Несмотря на частые отказы для жителей России в пересечении границы с Грузией, она оставалась одной из самых популярных стран для эмигрантов из России после начала вторжения в Украину.
В сентябре 2022 года Грузия ужесточила контроль на границе, отказывая ежедневно нескольким десяткам человек во въезде, в основном выходцам с Северного Кавказа.
Уже на следующий день после объявления мобилизации на границе образовалась многокилометровая пробка. Стоящие в очереди продают места в транспортных средствах для других беженцев, а также возникают стычки и потасовки.
26 сентября был разрешён пеший переход через границу из-за размера очереди и времени ожидания, затягивающегося на несколько суток. Согласно очевидцам, очередь на пеший переход образовалась в течение пяти минут после объявления. Служба доходов Минфина Грузии сообщила, что все таможенные посты перешли на особый режим работы, а также увеличено количество работников на контрольно-пропускных пунктах по всей Грузии.
В этот же день к границе начала подъезжать российская военная техника. Пограничное управление ФСБ России заявило, что это было сделано «на всякий непредвиденный случай, если резервисты захотят прорвать пункт пропуска и без оформления каких-либо пограничных формальностей покинуть страну», и что установка блокпостов не ожидается. Позже стало известно о планах создания временного военкомата на пропускном пункте, однако власти уточнили, что повестки будут выдавать только жителям региона. Вскоре глава республики Сергей Меняйло заявил, что теперь повестки на мобилизацию будут выдавать всем гражданам, стоящим на воинском учёте, не только проживающим в Северной Осетии.
Пресс-служба МВД Северной Осетии порекомендовала не пересекать границу через Верхний Ларс, а также заявила, что наряды ДПС на границе были усилены.
| Длина    | Дата              |
| -------- | ----------------- |
| 20—30 км | 27 сентября, 2022 |
| 25 км    | 26 сентября, 2022 |
| 10 км    | 26 сентября, 2022 |
| 10 км    | 22 сентября, 2022 |

На границе было выдано 180 повесток.